# When I Snap My Fingers...
When I Snap My Fingers is een nummer van de Nederlandse Jonathan Joosten AKA DJ Jonathan uit 1997, uitgebracht onder de naam The Happy Groover.
Het nummer is gebaseerd op een reclame voor Dommelsch Pilsener, met een Britse hypnotiseur die zijn 'slachtoffers' maar niet uit hun kunstmatige slaap krijgt omdat zij helemaal op gaan in het fictieve biertje dat zij drinken. DJ Jonathan remixte de citaten van de hypnotiseur, alleen nu was het niet het bier dat ervoor zorgde dat de vrijwillige slachtoffers niet uit hun hypnose ontwaakten, maar de beat. Net als de reclame werd ook het nummer een hit. Het werd Dancesmash op Radio 538 en bereikte een 13e positie in de Top 40. In Vlaanderen was de plaat nog succesvoller, daar bereikte het de 3e positie in de Vlaamse Ultratop 50.

## Tracklijst
- Cd-single"

1. "When I Snap My Fingers..." (Original Radio Mix) - 3:54
2. "When I Snap My Fingers... (Happy Bervoets Radio Mix) - 3:27
3. "When I Snap My Fingers..." (Trancy Bervoets Radio Mix) - 3:27
4. "When I Snap My Fingers..." (Original Extended Mix) - 5:19
5. "When I Snap My Fingers..." (Happy Bervoets Mix) - 6:55
6. "When I Snap My Fingers..." (Trancy Bervoets Mix) - 6:55
7. "When I Snap My Fingers..." (Deep Sleep Club Mix) - 5:17
8. "When I Snap My Fingers..." ("Magic" Remix By David Chopperfield)